# NGC 4244

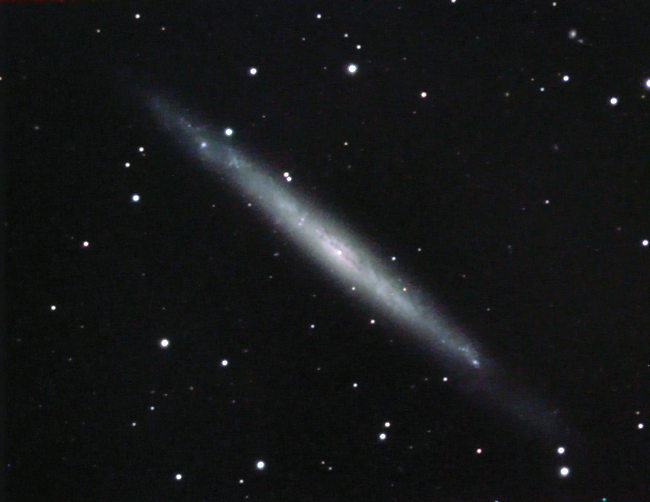
NGC 4244

NGC 4244 sau Caldwell 26 este o galaxie spirală din constelația Câinii de Vânătoare și se află la o distanță cuprinsă între 6,5 și 14 milioane de ani-lumină de Pământ. 